# ASB Classic 2005
L'ASB Classic 2005 è stato un torneo di tennis giocato sul cemento. È stata la 20ª edizione del ASB Classic, che fa parte della categoria Tier IV nell'ambito del WTA Tour 2005. Si è giocato al ASB Tennis Centre di Auckland in Nuova Zelanda, dal 3 gennaio al 9 gennaio 2005.

## Campionesse

### Singolare
Katarina Srebotnik ha battuto in finale  Shinobu Asagoe 5–7, 7–5, 6–4

### Doppio
Shinobu Asagoe /  Katarina Srebotnik hanno battuto in finale  Leanne Baker /  Francesca Lubiani con il punteggio di 6–3, 6–3